# Austrolimnophila (Austrolimnophila) irwinsmithae
Austrolimnophila (Austrolimnophila) irwinsmithae is een tweevleugelige uit de familie steltmuggen (Limoniidae). De soort komt voor in het Australaziatisch gebied.